# Recoaro Mille
Recoaro Mille is een plaats (frazione) in de Italiaanse gemeente Recoaro Terme.